# Stralende platschelp
De stralende platschelp (Moerella donacina) is een tweekleppigensoort uit de familie Tellinidae. De wetenschappelijke naam van de soort gepubliceerd in 1758 door Linnaeus in de tiende editie van Systema naturae. 